# 維斯洛赫
维斯洛赫（德語：Wiesloch，發音：[ˈviːslɔx] ⓘ）是德国巴登-符腾堡州卡尔斯鲁厄行政区莱茵-内卡县的城市，面积30.24平方千米，2023年12月31日人口为27,120人。